# Syneora cheleuta
Syneora cheleuta là một loài bướm đêm trong họ Geometridae.